# Ramon Torra i Pujol
Ramon Torra i Pujol (1887 - 1946) va ser un activista cultural manresà. Casat amb Maria Teresa Ferrer, fou pare de 10 fills. Propietari de la Impremta de Sant Josep i de la Llibreria Ramon Torra SC (Societat en Comandita), ambdues empreses van destacar per la seva vinculació i implicació en accions culturals, cíviques i artístiques.
Entre 1926 i 1928 va ser l'editor de la Revista Ciutat que, dirigida pel poeta Fidel Riu i Dalmau, feia difusió del catalanisme i promocionava la cultura, l'art i els autors del país. Aquesta iniciativa va rebre excel·lents crítiques, com la que es va publicar el desembre de 1926 en el número 10 de la “Revista de Poesia”: «Al costat d'aquesta tradició moderna, ens pervé l'ofrena novíssima de Ciutat, aquesta revista d'art i literatura que Ramon Torra imprimeix, edita i patrocina, de Manresa estant. Aquest número, avalorat amb pulquèrrimes reproduccions artístiques, té una presentació impecable, i una variada densitat d'aportacions cabdals, harmònicament diverses.»
Entre les seves activitats culturals i cíviques destaquen les que va aportar a l'Orfeó Manresà, entitat que va presidir entre 1921 i 1929 i entre 1930 i 1935, a l'Escola d'Arts i Oficis de Manresa, de la que fou vocal de la seva darrera Junta de Protectorat l'any 1936 i també a la Mútua Manresana d'Assegurances Socials, entitat de la que fou impulsor, membre fundador i primer secretari l'any 1933.
Simpatitzant de la Lliga Catalana, durant la Dictablanda del General Berenguer, en l'etapa del govern municipal provisional presidit per Francesc de Puig i Pallejà, fou membre de la Comissió Mixta de Cultura. L'octubre del 1938, el Servei d'Informació Militar (SIM) el va detenir. Fou traslladat primer al Castell de Cardona i després a una txeca de Barcelona. Va estar uns dies tancat al santuari de Santa Maria del Collell. S'escapà i tornà a casa seva el febrer del 1939.